# Maxim Gorki Theater
Il teatro Maxim Gorki (in tedesco: Maxim Gorki Theater) è un teatro di Berlino - Mitte che ha preso il nome dallo scrittore russo, Maxim Gorky. Nel 2012, il sindaco di Berlino Klaus Wowereit ha nominato Langermin Langhoff direttore artistico del teatro.

## Storia
È la più antica sala da concerto di Berlino. L'edificio fu costruito per conto della Sing-Akademie zu Berlin, fondata da Carl nel 1791. Negli anni tra il 1825 e il 1827, il suo ex direttore Carl Friedrich Zelter, costruì la sala da concerto e la sua abitazione. Il progetto e l'esecuzione furono eseguiti dall'architetto Carl Theodor Ottmer, usando i piani dell'architetto Karl Friedrich Schinkel in stile classico.
Tra il 1827 e il 1828, Alexander von Humboldt tenne qui le sue lezioni su Il cosmo. L'11 marzo 1829, venne eseguita la prima ripresa della Passione secondo Matteo di Johann Sebastian Bach eseguita dalla Sing Academy sotto la direzione di Felix Mendelssohn. Nell'estate del 1848, l'edificio fu utilizzato come sede dell'Assemblea nazionale prussiana.
Durante la seconda guerra mondiale, l'edificio fu gravemente danneggiato e dovettero essere interrotte le esibizioni della Sing-Akademie. Successivamente, nel 1947, le forze di occupazione sovietiche confiscarono l'edificio e lo usarono come sede teatrale della vicina "Casa della cultura dell'Unione Sovietica" (l'attuale Palais am Festungsgraben ). Dopo la riunificazione tedesca, tra il 1990 e il 2012, è stata combattuta una disputa legale molto complessa tra la Sing-Akademie e il Land di Berlino, sia sul diritto amministrativo (restituzione) che sul diritto civile (correzione dell'iscrizione del catasto) sulla proprietà dell'edificio. Successivamente il tribunale amministrativo di Berlino si espresse a favore del coro nel 2004. Tuttavia, la controversia non era ancora risolta.
Il 7 luglio 2011, contrariamente al precedente parere del Tribunale amministrativo e del Landgericht, la Corte d'appello di Berlino stabilì che il terreno era stato effettivamente espropriato, lasciando l'immobile inizialmente in proprietà allo Stato di Berlino. Il Landgericht aveva espressamente lasciato in sospeso se lo stato di Berlino avrebbe dovuto restituire il terreno alla Sing-Akademie ai sensi della legge sulla proprietà, in quanto non aveva nulla da decidere al riguardo. Il 7 dicembre 2012, la sua sentenza stabilì che il Bundesgerichtshof non aveva espropriato l'edificio e che quindi era ancora di proprietà della Sing-Akademie, pertanto lo stato di Berlino doveva contribuire alla correzione del registro fondiario e concordare che la Sing-Akademie zu Berlin era la proprietaria del registro fondiario come registrato. Di conseguenza, lo stato di Berlino, ha firmato un contratto di locazione del terreno, per 25 anni, che prevede un affitto annuale di 315.000 euro.
In risposta al Teatro epico di Brecht rinominato Berliner Ensemble nel 1949, la Sing-Akademie, nel 1952, fu ribattezzata Maxim Gorki Theater, "come luogo per la cura dell'arte teatrale russa e sovietica" come sozialistisches Modelltheater (teatro modello socialista). Il teatro fu fondato sotto il suo primo direttore, uno studente di Stanislavskij, Maxim Vallentin, un realista socialista impegnato. L'apertura del teatro inizialmente prevista con Asilo notturno di Maxim Gorky (noto anche come The Lower Depths) venne bloccata dalla Commissione statale delle arti. L'edificio fu poi aperto il 30 ottobre 1952, con la prima tedesca della piece sovietica Für die auf See (Per quelli in mare) di Boris Lawrence.
Poi alla fine degli anni '50 (anche sotto l'impressione delle rivolte nella DDR, in Polonia e in Ungheria) ci furono spettacoli di pezzi come Naked Grass di Alfred Matusche e Die Korrektur (La correzione) di Heiner Müller e Der Lohndrücker entrambi nel 1958. Heiner Müller era allora impiegato come drammaturgo.
La prima della DDR di Die Übergangsgesellschaft (La società transnazionale) di Volker Braun, diretta da Thomas Langhoff, fece scalpore nel 1988.
Negli anni '80 si tennero anche rappresentazioni con regia di Thomas Langhoff (Le tre sorelle di Čechov ) e Sogno di una notte di mezza estate di Shakespeare .

## Premi
- 2014 e 2016: teatro dell'anno
- 2015: Premio teatrale del governo federale, 80000 €
- 2016: Premio Teatro Berlino, 20000 €, per i registi Shermin Langhoff e Jens Hillje. Nella dichiarazione della giuria, è stato affermato che dalla stagione 2013/2014, il duo ha "trasformato il Teatro Maxim Gorki in modo coerente e radicale in un luogo che riflette la diversità della popolazione della città".